# Celiny (Tarnowskie Góry)
Pour les articles homonymes, voir Celiny.
Celiny (prononciation : [t͡sɛˈlinɨ]) est une localité polonaise de la gmina d'Ożarowice, située dans le powiat de Tarnowskie Góry en voïvodie de Silésie.